# Centralny Urząd Gospodarki Wodnej
Centralny Urząd Gospodarki Wodnej – centralna jednostka organizacyjna, organ administracji państwowej podległy Prezesowi Rady Ministrów, działający w zakresie gospodarki wodnej. Urząd istniał w latach 1960–1972.

## Utworzenie urzędu
Na podstawie ustawy z 1960 r. o utworzeniu Centralnego Urzędu Gospodarki Wodnej i przekształceniu urzędu Ministerstwa Żeglugi i Gospodarki Wodnej w urząd Ministerstwa Żeglugi – ustanowiono nowy urząd.

## Zakres działania urzędu
Zakres działania urzędu obejmował:
- wykonywanie uprawnień zastrzeżonych w prawie wodnym naczelnym organom administracji państwowej;
- uznawanie z porozumieniu z Ministrem Żeglugi wód śródlądowych za żeglowne i spławne oraz ustalenie granic terytorialnych między śródlądowymi drogami wodnymi a drogami morskimi;
- ewidencjonowanie i bilansowanie wszelkich zasobów wód, ustalanie zasad racjonalnego gospodarowania tymi zasobami oraz normowanie poboru i zużycia wody;
- opracowanie projektów przepisów o projektowaniu, budowie i utrzymaniu oraz eksploatacji wszelkich zakładów, budowli i urządzeń wodnych, mających istotny wpływ na gospodarkę wodną;
- sprawowanie nadzoru i kontroli w zakresie ochrony wód przed zanieczyszczeniami oraz w zakresie całokształtu gospodarki ściekowej;
- opracowanie kompleksowych i perspektywicznych planów gospodarki wodnej, programów kompleksowych inwestycji wodnych oraz sprawowanie nadzoru na tymi inwestycjami;
- realizację podstawowych inwestycji gospodarki wodnej;
- sprawy zabudowy i utrzymania rzek żeglownych, spławnych, potoków górskich i sztucznych dróg wodnych oraz określonych przez Radę Ministrów innych cieków wodnych;
- organizowanie i realizację współpracy z zagranicą w zakresie gospodarki wodnej;
- sprawy ochrony przeciwpowodziowej;
- sprawy obsługi hydrologicznej i meteorologicznej kraju.

## Zniesienie urzędu
Na podstawie ustawy z 1972 r. o zniesieniu Centralnego Urzędu Gospodarki Wodnej - zniesiono urząd. Sprawy należące dotychczas do urzędu przeszły do właściwości Ministerstwa Gospodarki Terenowej i Ochrony Środowiska, Ministra Rolnictwa oraz Ministra Żeglugi.